# Indiana
Pour les articles homonymes, voir Indiana (homonymie).
L'Indiana (/in.dja.na/  ; en anglais : /ˌɪndiˈænə/ ) est un État du Midwest des États-Unis. Il est bordé au nord par le lac Michigan et par le Michigan, à l'est par l'Ohio, au sud par le Kentucky et à l'ouest par l'Illinois.

## Origine du nom
Indiana signifie en latin « Terre des Indiens ». Plusieurs tribus indiennes d'Amérique font partie de l'histoire de l'Indiana (les Miamis, Chippewa, Delawares, Ériés, Chaouanons, Iroquois, Kickapoo, Potéouatamis, Mohicans, Nanticoke, Hurons et Mohegans).
Les habitants de l'Indiana sont surnommés « hoosier », mais l'origine de ce mot est incertaine ; au XVIIIe siècle, le mot était utilisé dans le Sud-Est des États-Unis dans un sens péjoratif . Ce surnom, encore présent à travers l'équipe universitaire des Hoosiers de l'Indiana, pourrait dériver de l'expression anglaise « Who's here ? » prononcée fortement et avec un gros accent quand les habitants entendaient frapper à leur porte.[réf. nécessaire]

## Histoire
La région était peuplée d’Amérindiens — Potéouatamis et Chaouanons — lorsqu’elle a été explorée pour la première fois au XVIIe siècle par des colons français venus de la Nouvelle-France (vallée du Saint-Laurent au Canada). La première colonie permanente, Vincennes, fut fondée en 1732 par des Français. À cette époque, la région de l'Indiana était englobée dans la vallée de l'Ohio, une région agricole et commerciale, quoique peu peuplée, située entre la colonie du Canada et celle de la Louisiane.
Avec le traité de Paris de 1763, la France cède l'Indiana à la Grande-Bretagne, qui, en conflit avec les Amérindiens, réserve le territoire pour ces derniers avec la Proclamation royale de 1763. Le 22 juin 1774, le parlement anglais vota l'Acte de Québec qui joint l'Indiana à la province de Québec, sans pour autant autoriser sa colonisation. Cette interdiction de colonisation vers l'ouest est l'une des causes du mécontentement des colons américains qui provoquera la guerre d'indépendance des États-Unis.
En 1783, le traité de Paris donne le territoire aux jeunes États-Unis qui devient une partie du territoire du Nord-Ouest. L'Indiana est le 19e État à entrer dans l'Union, dans laquelle il a été admis le 11 décembre 1816.

## Géographie
La géologie de l'Indiana dépend en grande partie de la glaciation du Wisconsin : cette période qui a concerné l'Amérique du Nord entre 85000 et 7000 av. J.-C. est marquée par l'extension de la calotte glaciaire au sud des Grands Lacs actuels. Avec la fin de cette période glaciaire, les Grands Lacs se sont formés, alimentés par la fonte de l'inlandsis. La région située au sud des Grands Lacs est aujourd'hui recouverte par une couche de lœss très fertile. Ces fines particules sont le produit de l'érosion glaciaire et ont été transportées par le vent vers le sud.

### Aires protégées
Le National Park Service gère les sites suivant en Indiana :
- George Rogers Clark National Historical Park ;
- Parc national des Indiana Dunes ;
- Lincoln Boyhood National Memorial.

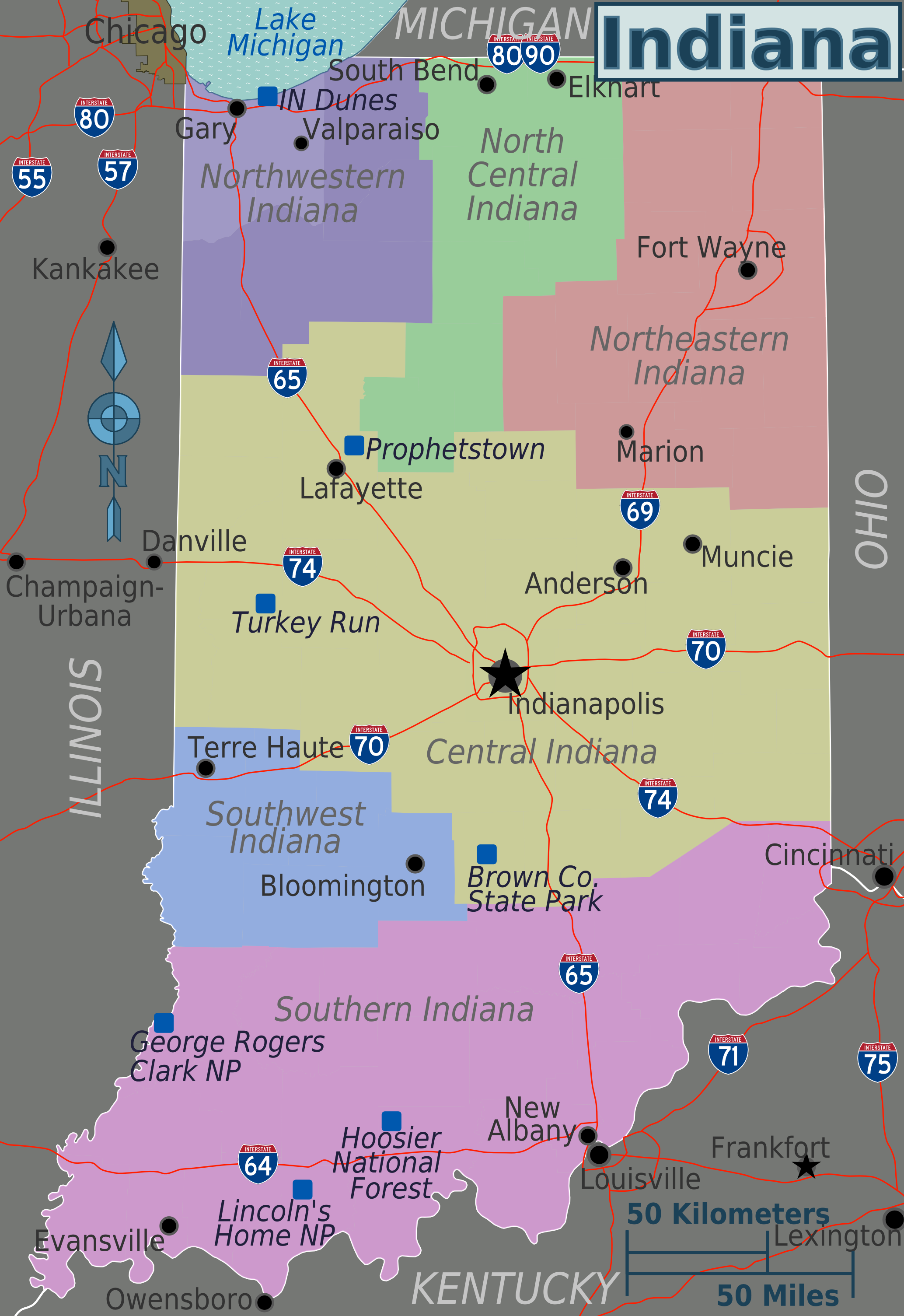
Carte régionale de l'Indiana.
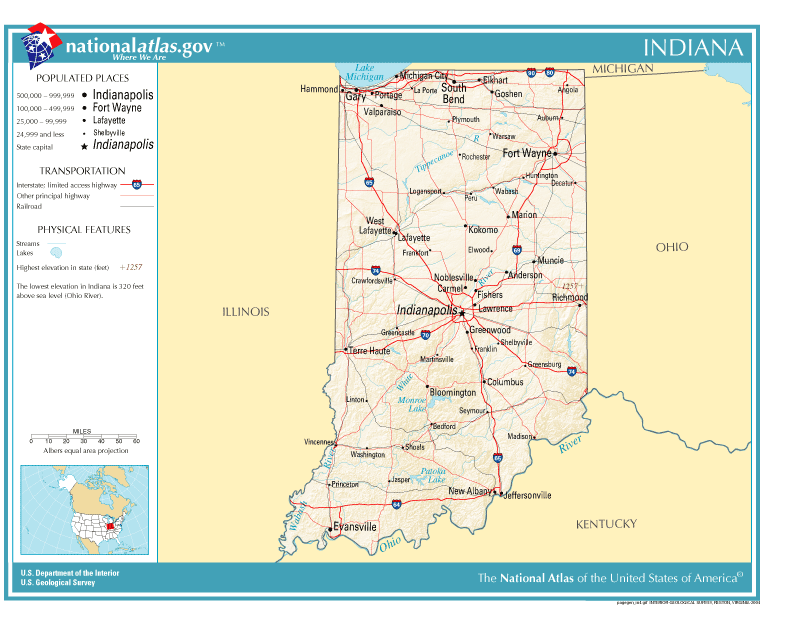
Carte de l'Indiana.
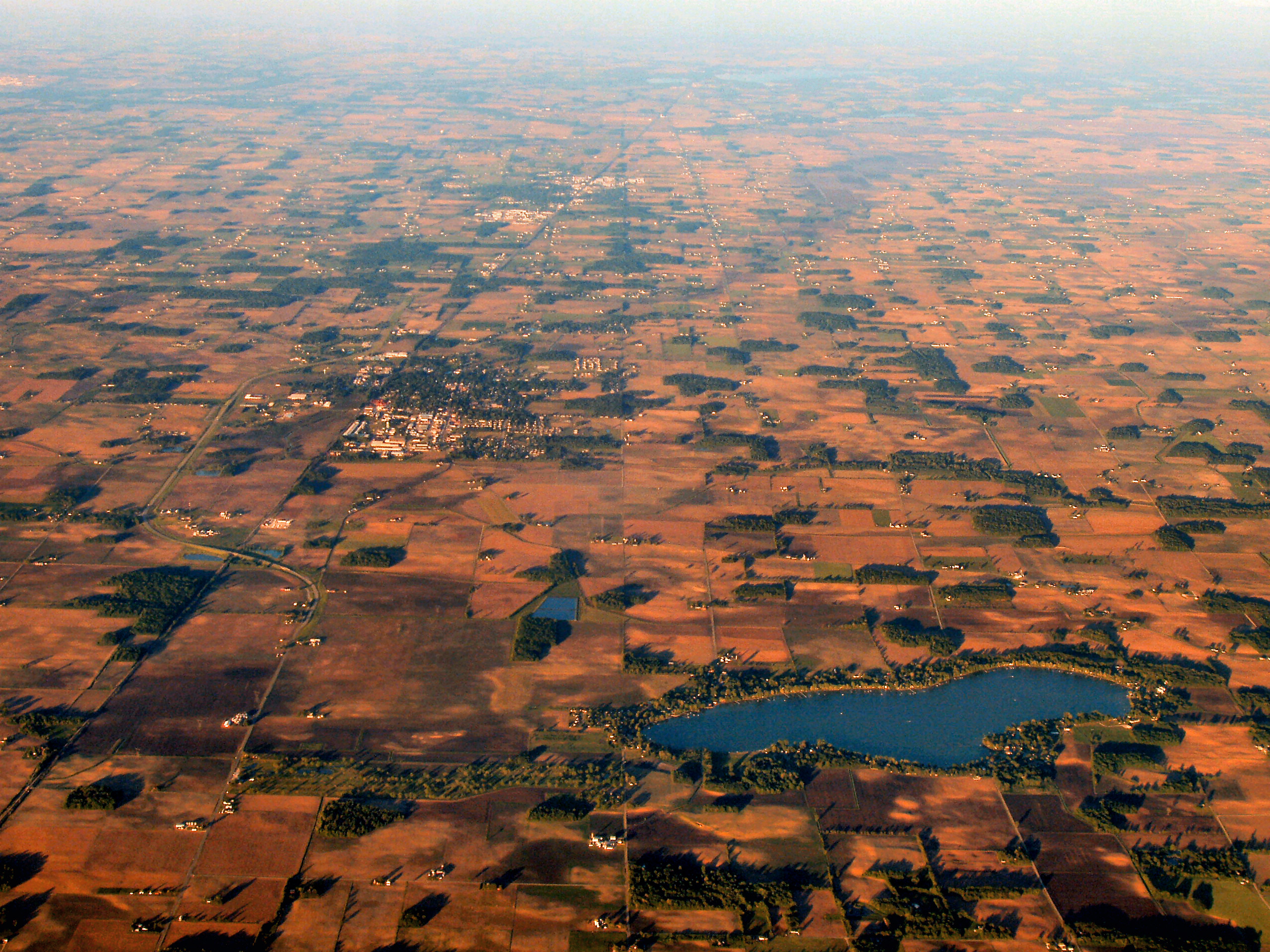
Lake of the Woods (en), en bas à droite, avec la ville de Bremen au centre du cliché.
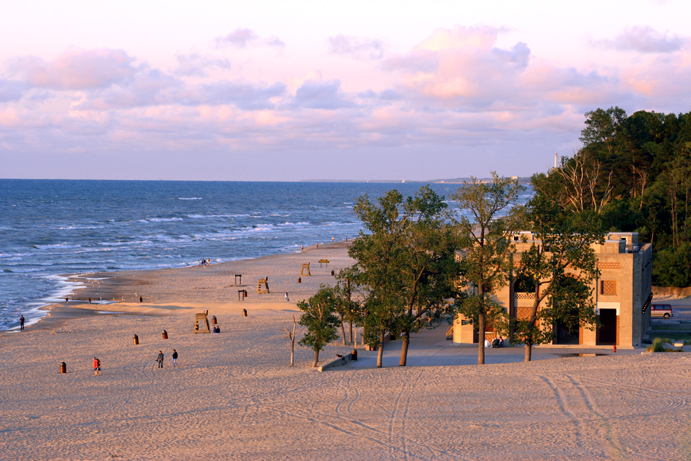
Parc national des Indiana Dunes.

## Subdivisions administratives

### Comtés
L'État de l'Indiana est divisé en 92 comtés.

### Agglomérations

#### Aires métropolitaines et micropolitaines
Le Bureau de la gestion et du budget a défini quinze aires métropolitaines et vingt-quatre aires micropolitaines dans ou en partie dans l'État de l'Indiana.
| Zone urbaine                       | Population (2010)   | Population (2013)   | Variation (2010-2013) | Rang national (2013) |
| ---------------------------------- | ------------------- | ------------------- | --------------------- | -------------------- |
| Indianapolis-Carmel-Anderson, IN   | 1 887 877           | 1 953 961           | 3,5 %                 | 33                   |
| Chicago-Naperville-Elgin, IL-IN-WI | 708 070 (9 461 105) | 705 489 (9 537 289) | -0,4 % (0,8 %)        | (3)                  |
| Fort Wayne, IN                     | 416 257             | 424 122             | 1,9 %                 | 123                  |
| Louisville/Jefferson County, KY-IN | 276 617 (1 235 708) | 280 097 (1 262 261) | 1,3 % (2,2 %)         | (43)                 |
| Evansville, IN-KY                  | 265 302 (311 552)   | 267 933 (314 280)   | 1,0 % (0,9 %)         | (156)                |
| South Bend-Mishawaka, IN-MI        | 266 931 (319 224)   | 266 709 (318 619)   | -0,1 % (-0,2 %)       | (153)                |
| Lafayette-West Lafayette, IN       | 201 789             | 209 027             | 3,6 %                 | 208                  |
| Elkhart-Goshen, IN                 | 197 559             | 200 563             | 1,5 %                 | 216                  |
| Terre Haute, IN                    | 172 425             | 172 195             | -0,1 %                | 235                  |
| Bloomington, IN                    | 159 549             | 163 089             | 2,2 %                 | 250                  |
| Muncie, IN                         | 117 671             | 117 484             | -0,2 %                | 325                  |
| Michigan City-La Porte, IN         | 111 467             | 111 281             | -0,2 %                | 337                  |
| Kokomo, IN                         | 82 752              | 82 760              | 0,0 %                 | 373                  |
| Columbus, IN                       | 76 794              | 79 587              | 3,6 %                 | 378                  |
| Cincinnati, OH-KY-IN               | 56 175 (2 114 580)  | 55 898 (2 137 406)  | -0,5 % (1,1 %)        | (28)                 |

| Zone urbaine       | Population (2010) | Population (2013) | Variation (2010-2013) | Rang national (2013) |
| ------------------ | ----------------- | ----------------- | --------------------- | -------------------- |
| Warsaw, IN         | 77 358            | 77 963            | 0,8 %                 | 74                   |
| Marion, IN         | 70 061            | 69 126            | -1,3 %                | 102                  |
| Richmond, IN       | 68 917            | 67 893            | -1,5 %                | 109                  |
| Jasper, IN         | 54 734            | 55 044            | 0,6 %                 | 172                  |
| New Castle, IN     | 49 462            | 49 044            | -0,9 %                | 217                  |
| Kendallville, IN   | 47 536            | 47 570            | 0,1 %                 | 228                  |
| Plymouth, IN       | 47 051            | 47 109            | 0,1 %                 | 233                  |
| Bedford, IN        | 46 134            | 45 844            | -0,6 %                | 250                  |
| Seymour, IN        | 42 376            | 43 466            | 2,6 %                 | 273                  |
| Auburn, IN         | 42 223            | 42 307            | 0,2 %                 | 283                  |
| Logansport, IN     | 38 966            | 38 463            | -1,3 %                | 331                  |
| Crawfordsville, IN | 38 124            | 38 177            | 0,1 %                 | 336                  |
| Vincennes, IN      | 38 440            | 37 954            | -1,3 %                | 339                  |
| Huntington, IN     | 37 124            | 36 791            | -0,9 %                | 357                  |
| Peru, IN           | 36 903            | 36 140            | -2,1 %                | 370                  |
| Decatur, IN        | 34 387            | 34 614            | 0,7 %                 | 383                  |
| Angola, IN         | 34 185            | 34 358            | 0,5 %                 | 387                  |
| Frankfort, IN      | 33 224            | 32 916            | -0,9 %                | 399                  |
| Madison, IN        | 32 428            | 32 458            | 0,1 %                 | 411                  |
| Washington, IN     | 31 648            | 32 407            | 2,4 %                 | 412                  |
| Wabash, IN         | 32 888            | 32 358            | -1,6 %                | 413                  |
| North Vernon, IN   | 28 525            | 28 241            | -1,0 %                | 441                  |
| Greensburg, IN     | 25 740            | 26 277            | 2,1 %                 | 460                  |
| Connersville, IN   | 24 277            | 23 861            | -1,7 %                | 480                  |

En 2010, 92,7 % des Indianiens résidaient dans une zone à caractère urbain, dont 77,1 % dans une aire métropolitaine et 15,6 % dans une aire micropolitaine.

#### Aires métropolitaines combinées
Le Bureau de la gestion et du budget a également défini dix aires métropolitaines combinées dans ou en partie dans l'État de l'Indiana.
| Zone urbaine                                             | Population (2010)   | Population (2013)   | Variation (2010-2013) | Rang national (2013) |
| -------------------------------------------------------- | ------------------- | ------------------- | --------------------- | -------------------- |
| Indianapolis-Carmel-Muncie, IN                           | 2 266 569           | 2 336 237           | 3,1 %                 | 26                   |
| Chicago-Naperville, IL-IN-WI                             | 819 537 (9 840 929) | 816 770 (9 912 730) | -0,3 % (0,7 %)        | (3)                  |
| Fort Wayne-Huntington-Auburn, IN                         | 611 712             | 619 762             | 1,3 %                 | 77                   |
| South Bend-Elkhart-Mishawaka, IN-MI                      | 511 541 (720 647)   | 514 381 (721 543)   | 0,6 % (0,1 %)         | (66)                 |
| Louisville/Jefferson County-Elizabethtown-Madison, KY-IN | 309 045 (1 459 911) | 312 555 (1 490 724) | 1,1 % (2,1 %)         | (35)                 |
| Lafayette-West Lafayette-Frankfort, IN                   | 235 013             | 241 943             | 3,0 %                 | 123                  |
| Bloomington-Bedford, IN                                  | 205 683             | 208 933             | 1,6 %                 | 133                  |
| Kokomo-Peru, IN                                          | 119 655             | 118 900             | -0,6 %                | 156                  |
| Richmond-Connersville, IN                                | 93 194              | 91 754              | -1,6 %                | 161                  |
| Cincinnati-Wilmington-Maysville, OH-KY-IN                | 56 175 (2 174 110)  | 55 898 (2 196 629)  | -0,5 % (1,0 %)        | (28)                 |

### Municipalités

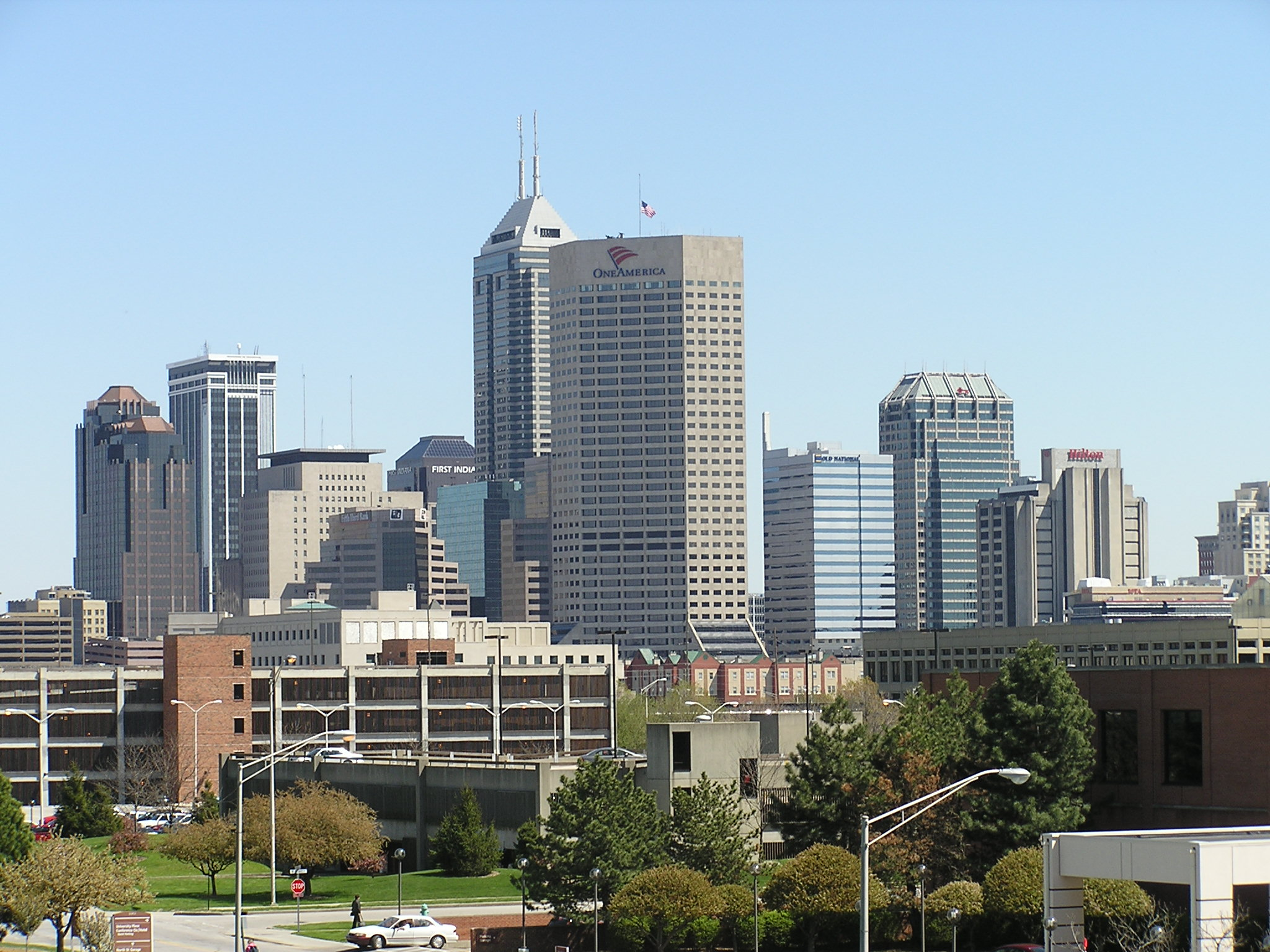
La capitale de l'Indiana, Indianapolis.

L'État de l'Indiana compte 569 municipalités, dont 17 de plus de 50 000 habitants.
| Rang | Municipalité | Comté       | Population (2010) | Population (2013) | Variation (2010-2013) |
| ---- | ------------ | ----------- | ----------------- | ----------------- | --------------------- |
| 1    | Indianapolis | Marion      | 820 445           | 843 393           | 2,8 %                 |
| 2    | Fort Wayne   | Allen       | 253 691           | 256 496           | 1,1 %                 |
| 3    | Evansville   | Vanderburgh | 117 429           | 120 310           | 2,5 %                 |
| 4    | South Bend   | St. Joseph  | 101 168           | 100 886           | -0,3 %                |
| 5    | Carmel       | Hamilton    | 79 191            | 85 927            | 8,5 %                 |
| 6    | Fishers      | Hamilton    | 76 794            | 83 891            | 9,2 %                 |
| 7    | Bloomington  | Monroe      | 80 405            | 82 575            | 2,7 %                 |
| 8    | Hammond      | Lake        | 80 830            | 78 967            | -2,3 %                |
| 9    | Gary         | Lake        | 80 294            | 78 450            | -2,3 %                |
| 10   | Lafayette    | Tippecanoe  | 67 140            | 70 373            | 4,8 %                 |
| 11   | Muncie       | Delaware    | 70 085            | 70 316            | 0,3 %                 |
| 12   | Terre Haute  | Vigo        | 60 785            | 61 025            | 0,4 %                 |
| 13   | Kokomo       | Howard      | 45 468            | 56 895            | 25,1 %                |
| 14   | Noblesville  | Hamilton    | 51 969            | 56 540            | 8,8 %                 |
| 15   | Anderson     | Madison     | 56 129            | 55 670            | -0,8 %                |
| 16   | Greenwood    | Johnson     | 49 791            | 53 665            | 7,8 %                 |
| 17   | Elkhart      | Elkhart     | 50 949            | 51 265            | 0,6 %                 |

La municipalité d'Indianapolis était la 12e municipalité la plus peuplée des États-Unis en 2013.

## Démographie

### Population

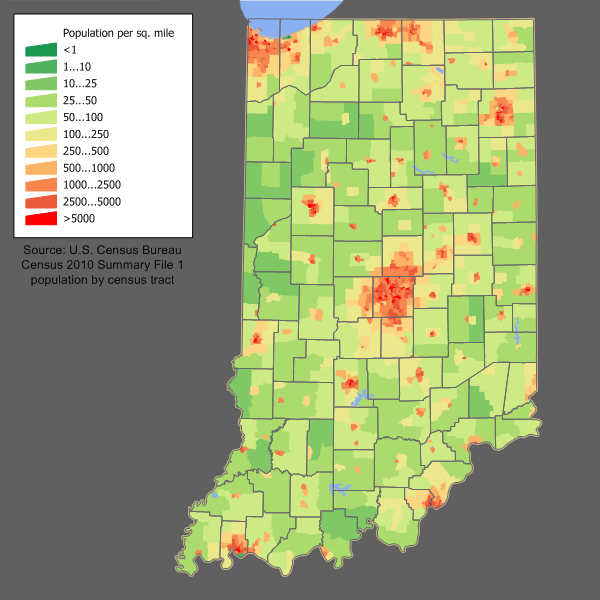
Densités de population en 2010 (en mille carré).

Le Bureau du recensement des États-Unis estime la population de l'Indiana à 6 732 219 habitants au 1er juillet 2019, soit une hausse de 3,83 % depuis le recensement des États-Unis de 2010 qui tablait la population à 6 483 802 habitants. Depuis 2010, l'État connaît la 33e croissance démographique la plus soutenue des États-Unis.
Avec 6 483 802 habitants en 2010, l'Indiana était le 15e État le plus peuplé des États-Unis. Sa population comptait pour 2,10 % de la population du pays. Le centre démographique de l'État était localisé dans le nord-est du comté de Boone.
Avec 69,88 hab./km2 en 2010, l'Indiana était le 16e État le plus dense des États-Unis.
Le taux d'urbains était de 72,4 % et celui de ruraux de 27,6 %.
En 2010, le taux de natalité s'élevait à 12,9 ‰ (12,7 ‰ en 2012) et le taux de mortalité à 8,8 ‰ (9,1 ‰ en 2012). L'indice de fécondité était de 1,97 enfant par femme (1,93 en 2012). Le taux de mortalité infantile s'élevait à 7,6 ‰ (6,7 ‰ en 2012). La population était composée de 24,80 % de personnes de moins de 18 ans, 10,03 % de personnes entre 18 et 24 ans, 25,73 % de personnes entre 25 et 44 ans, 26,46 % de personnes entre 45 et 64 ans et 12,97 % de personnes de 65 ans et plus. L'âge médian était de 37 ans.
Entre 2010 et 2013, l'accroissement de la population (+ 87 105) était le résultat d'une part d'un solde naturel positif (+ 85 115) avec un excédent des naissances (270 980) sur les décès (185 865), et d'autre part d'un solde migratoire positif (+ 3 642) avec un excédent des flux migratoires internationaux (+ 30 010) et un déficit des flux migratoires intérieurs (- 26 368).
Selon des estimations de 2013, 94,5 % des Indianiens étaient nés dans un État fédéré, dont 68,5 % dans l'État de l'Indiana et 26,0 % dans un autre État (12,7 % dans le Midwest, 8,5 % dans le Sud, 2,4 % dans le Nord-Est, 2,3 % dans l'Ouest), 0,7 % étaient nés dans un territoire non incorporé ou à l'étranger avec au moins un parent américain et 4,8 % étaient nés à l'étranger de parents étrangers (44,8 % en Amérique latine, 32,2 % en Asie, 13,5 % en Europe, 6,9 % en Afrique, 2,0 % en Amérique du Nord, 0,6 % en Océanie). Parmi ces derniers, 35,2 % étaient naturalisés américain et 64,8 % étaient étrangers,.
Selon des estimations de 2012 effectuées par le Pew Hispanic Center, l'État comptait 85 000 immigrés illégaux, soit 1,3 % de la population.

### Composition ethno-raciale et origines ancestrales
Selon le recensement des États-Unis de 2010, la population était composée de 84,33 % de Blancs, 9,12 % de Noirs, 1,97 % de Métis, 1,58 % d'Asiatiques, 0,28 % d'Amérindiens, 0,04 % d'Océaniens et 2,67 % de personnes n'entrant dans aucune de ces catégories.
Les Métis se décomposaient entre ceux revendiquant deux races (1,86 %), principalement blanche et noire (0,75 %), et ceux revendiquant trois races ou plus (0,12 %).
Les non-Hispaniques représentaient 93,99 % de la population avec 81,53 % de Blancs, 8,98 % de Noirs, 1,56 % d'Asiatiques, 1,53 % de Métis, 0,22 % d'Amérindiens, 0,03 % d'Océaniens et 0,13 % de personnes n'entrant dans aucune de ces catégories, tandis que les Hispaniques comptaient pour 6,01 % de la population, principalement des personnes originaires du Mexique (4,56 %) et de Porto Rico (0,47 %).
|                                         | 1940  | 1950  | 1960  | 1970  | 1980  | 1990  | 2000  | 2010  |
| --------------------------------------- | ----- | ----- | ----- | ----- | ----- | ----- | ----- | ----- |
| Blancs                                  | 96,43 | 95,53 | 94,12 | 92,81 | 91,15 | 90,56 | 87,49 | 84,33 |
| ———Non hispaniques                      |       |       |       |       | 90,23 | 89,56 | 85,84 | 81,53 |
| Noirs                                   | 3,56  | 4,43  | 5,78  | 6,88  | 7,55  | 7,79  | 8,39  | 9,12  |
| ———Non hispaniques                      |       |       |       |       |       |       | 8,31  | 8,98  |
| Asiatiques (et Océaniens jusqu'en 1990) | 0,01  | 0,02  | 0,05  | 0,13  | 0,37  | 0,68  | 0,97  | 1,58  |
| ———Non hispaniques                      |       |       |       |       |       |       | 0,96  | 1,56  |
| Autres                                  | 0,01  | 0,02  | 0,05  | 0,18  | 0,93  | 0,97  | 3,15  | 4,97  |
| ———Non hispaniques                      |       |       |       |       |       |       | 1,36  | 1,92  |
| Hispaniques (toutes races confondues)   |       |       |       |       | 1,59  | 1,78  | 3,53  | 6,01  |

En 2013, le Bureau du recensement des États-Unis estime la part des non hispaniques à 93,6 %, dont 80,6 % de Blancs, 9,0 % de Noirs, 1,8 % d'Asiatiques et 1,8 % de Métis, et celle des Hispaniques à 6,4 %.
En 2000, les Indianiens s'identifiaient principalement comme étant d'origine allemande (22,7 %), américaine (12,0 %), irlandaise (10,8 %), anglaise (8,9 %) et polonaise (3,0 %).
L'État avait la 10e plus forte proportion de personnes d'origine américaine.
L'État abrite la 27e communauté juive des États-Unis. Selon le North American Jewish Data Bank, l'État comptait 17 470 Juifs en 2013 (24 275 en 1971), soit 0,3 % de la population de l'État. Ils se concentraient principalement dans les agglomérations d'Indianapolis-Carmel-Anderson (10 000), Chicago-Naperville-Elgin (2 000), South Bend-Mishawaka (1 500), Bloomington (1 000) et Fort Wayne (900).
Les Amérindiens s'identifiaient principalement comme étant Cherokees (16,4 %), Amérindiens du Mexique (5,1 %) et Ojibwés (3,3 %).
Les Hispaniques étaient principalement originaires du Mexique (75,8 %) et de Porto Rico (7,8 %). Composée à 46,6 % de Blancs, 7,3 % de Métis, 2,4 % de Noirs, 1,1 % d'Amérindiens, 0,3 % d'Asiatiques, 0,1 % d'Océaniens et 42,2 % de personnes n'entrant dans aucune de ces catégories, la population hispanique représentait 23,3 % des Amérindiens, 22,3 % des Métis, 21,1 % des Océaniens, 3,3 % des Blancs, 1,6 % des Noirs, 1,0 % des Asiatiques et 95,0 % des personnes n'entrant dans aucune de ces catégories.
Les Asiatiques s'identifiaient principalement comme étant Indiens (26,9 %), Chinois (22,0 %), Philippins (10,4 %), Coréens (10,1 %), Viêts (6,7 %) et Japonais (4,8 %).
Les Métis se décomposaient entre ceux revendiquant deux races (94,1 %), principalement blanche et noire (38,1 %), blanche et amérindienne (17,3 %), blanche et autre (14,4 %), blanche et asiatique (13,7 %), et ceux revendiquant trois races ou plus (6,9 %).

### Religion
| Religion                    | Indiana | États-Unis |
| --------------------------- | ------- | ---------- |
| Protestantisme évangélique  | 31      | 25,4       |
| Non-affiliés                | 19      | 15,8       |
| Catholicisme                | 18      | 20,8       |
| Protestantisme traditionnel | 16      | 14,7       |
| Églises historiques noires  | 5       | 6,5        |
| Agnosticisme                | 4       | 4,0        |
| Athéisme                    | 3       | 3,1        |
| Mormonisme                  | 1       | 1,6        |
| Judaïsme                    | 1       | 1,9        |
| Autres                      | 2       | 6,2        |

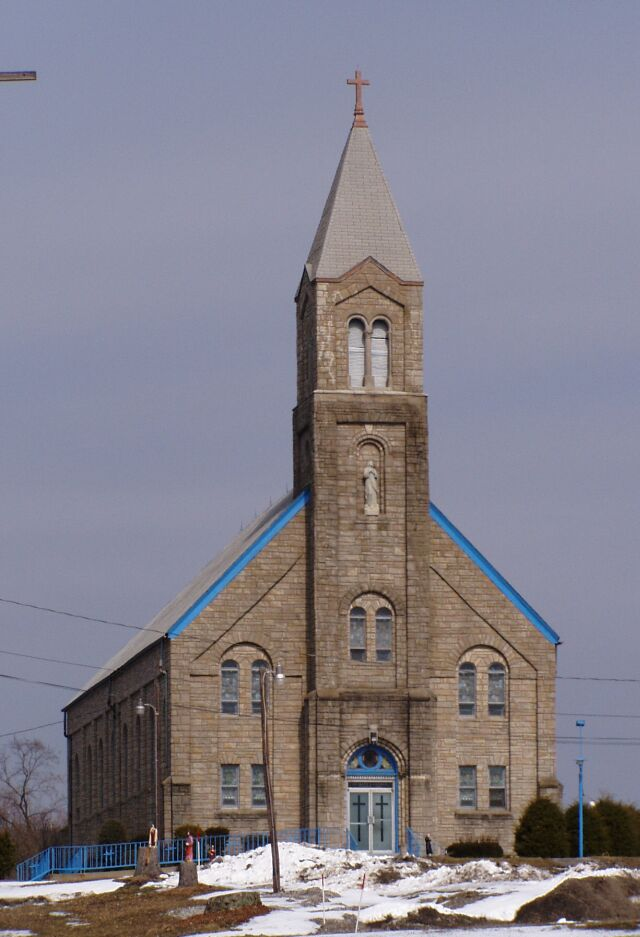
L'église catholique St. Joseph's située à Otis.

Selon l'institut de sondage The Gallup Organization, en 2015, 43 % des habitants de l'Indiana se considèrent comme « très religieux » (40 % au niveau national), 29 % comme « modérément religieux » (29 % au niveau national) et 28 % comme « non religieux » (31 % au niveau national).

### Langues
Selon l'American Community Survey, en 2010, 92,23 % de la population âgée de plus de 5 ans déclarent parler l'anglais à la maison, 4,39 % déclarent parler l'espagnol, 0,59 % l'allemand et 2,79 % une autre langue.

## Politique et administration
| Gouvernement de l'Indiana | Gouvernement de l'Indiana | Gouvernement de l'Indiana | Gouvernement de l'Indiana | Gouvernement de l'Indiana | Gouvernement de l'Indiana | Gouvernement de l'Indiana | Gouvernement de l'Indiana | Gouvernement de l'Indiana | Gouvernement de l'Indiana | Gouvernement de l'Indiana | Gouvernement de l'Indiana | Gouvernement de l'Indiana               | Gouvernement de l'Indiana               | Législature d'État        | Législature d'État | Congrès fédéral           | Congrès fédéral |
| Gouverneur                | Gouverneur                | Lieutenant-gouverneure    | Lieutenant-gouverneure    | Procureur général         | Procureur général         | Secrétaire d'État         | Secrétaire d'État         | Auditrice                 | Auditrice                 | Trésorière                | Trésorière                | Surintendante de l'instruction publique | Surintendante de l'instruction publique | Chambre des représentants | Sénat              | Chambre des représentants | Sénat           |
| ------------------------- | ------------------------- | ------------------------- | ------------------------- | ------------------------- | ------------------------- | ------------------------- | ------------------------- | ------------------------- | ------------------------- | ------------------------- | ------------------------- | --------------------------------------- | --------------------------------------- | ------------------------- | ------------------ | ------------------------- | --------------- |
|                           | Eric Holcomb (R)          |                           | Suzanne Crouch (R)        |                           | Curtis T. Hill, Jr. (R)   |                           | Connie Lawson (R)         |                           | Tera Klutz (R)            |                           | Kelly Mitchell (R)        |                                         | Jennifer McCormick (R)                  | D : 33 R : 67             | D : 10 R : 40      | D : 2 R : 7               | R : 2           |

L'Indiana est considéré comme un état conservateur, de tendance républicaine.

### Politique nationale

#### Élections présidentielles
| Année | Républicain         | Démocrate           |
| ----- | ------------------- | ------------------- |
| 1960  | 55,03 % (1 175 120) | 44,60 % (952 358)   |
| 1964  | 43,56 % (911 118)   | 55,98 % (1 170 848) |
| 1968  | 50,29 % (1 067 885) | 37,99 % (806 659)   |
| 1972  | 66,11 % (1 405 154) | 33,34 % (708 568)   |
| 1976  | 53,32 % (1 183 958) | 45,70 % (1 014 714) |
| 1980  | 56,01 % (1 255 656) | 37,65 % (844 197)   |
| 1984  | 61,67 % (1 377 230) | 37,68 % (841 481)   |
| 1988  | 59,84 % (1 297 763) | 39,69 % (860 643)   |
| 1992  | 42,91 % (989 375)   | 36,79 % (848 420)   |
| 1996  | 47,13 % (1 006 693) | 41,55 % (887 424)   |
| 2000  | 56,65 % (1 245 836) | 41,01 % (901 980)   |
| 2004  | 59,94 % (1 479 438) | 39,26 % (969 011)   |
| 2008  | 48,83 % (1 345 648) | 49,86 % (1 374 039) |
| 2012  | 54,13 % (1 414 999) | 43,93 % (1 151 937) |
| 2016  | 57,12 % (1 544 609) | 37,87 % (1 024 180) |
| 2020  | 57,03 % (1 729 857) | 40,96 % (1 242 498) |
| 2024  | 58,58 % (1 720 374) | 39,62 % (1 163 603) |

Le président Benjamin Harrison fut le seul élu de l'Indiana à accéder à la présidence des États-Unis (1889-1893). L'État a cependant donné plusieurs vice-présidents (Thomas Hendricks en 1885, Charles W. Fairbanks de 1905 à 1913, Thomas R. Marshall de 1913 à 1921, Dan Quayle de 1989 à 1993 et Mike Pence de 2017 à 2021.)
L'Indiana a longtemps été considéré comme un bastion républicain. Après avoir pratiqué l'alternance entre le parti démocrate et le Parti Whig durant la première moitié du XIXe siècle, il s'ancre dans le camp des républicains à partir de l'élection présidentielle de 1860. En 1876, il opte pour le démocrate Samuel Jones Tilden et pratique systématiquement l'alternance tous les 4 ans jusqu'à la victoire du républicain William McKinley en 1896. 

Au XXe siècle, il affirme son ancrage républicain en ne votant que très épisodiquement pour des candidats démocrates (Woodrow Wilson en 1912, Franklin Delano Roosevelt en 1932 et 1936). L'Indiana est d'ailleurs l'un des 10 États à soutenir en 1940 la candidature du républicain Wendell Willkie contre Roosevelt.
Depuis 1940, les électeurs de l'Indiana n'ont ensuite voté que deux fois pour un candidat du parti démocrate : Lyndon B. Johnson (en 1964 contre Barry Goldwater) et Barack Obama (en 2008 contre John McCain).
Historiquement, les républicains disposent de bastions électoraux dans l'est et le centre de l'État tandis que les démocrates sont plus forts dans le nord-ouest. Le comté de Marion qui présente la plus forte densité de l'État a été un bastion républicain de 1968 à 2000 tandis que celui de Lake est acquis aux démocrates depuis 1972.
En 2016, le candidat républicain Donald Trump remporte l'État avec 56,5 % des votes face à 37,5 % pour son adversaire démocrate Hillary Clinton.

#### Représentation nationale
Lors de la 116e législature du Congrès (2019-2021), l'Indiana est représenté à la Chambre des représentants par sept républicains et deux démocrates, ainsi que par les républicains Todd Young et Mike Braun au Sénat.

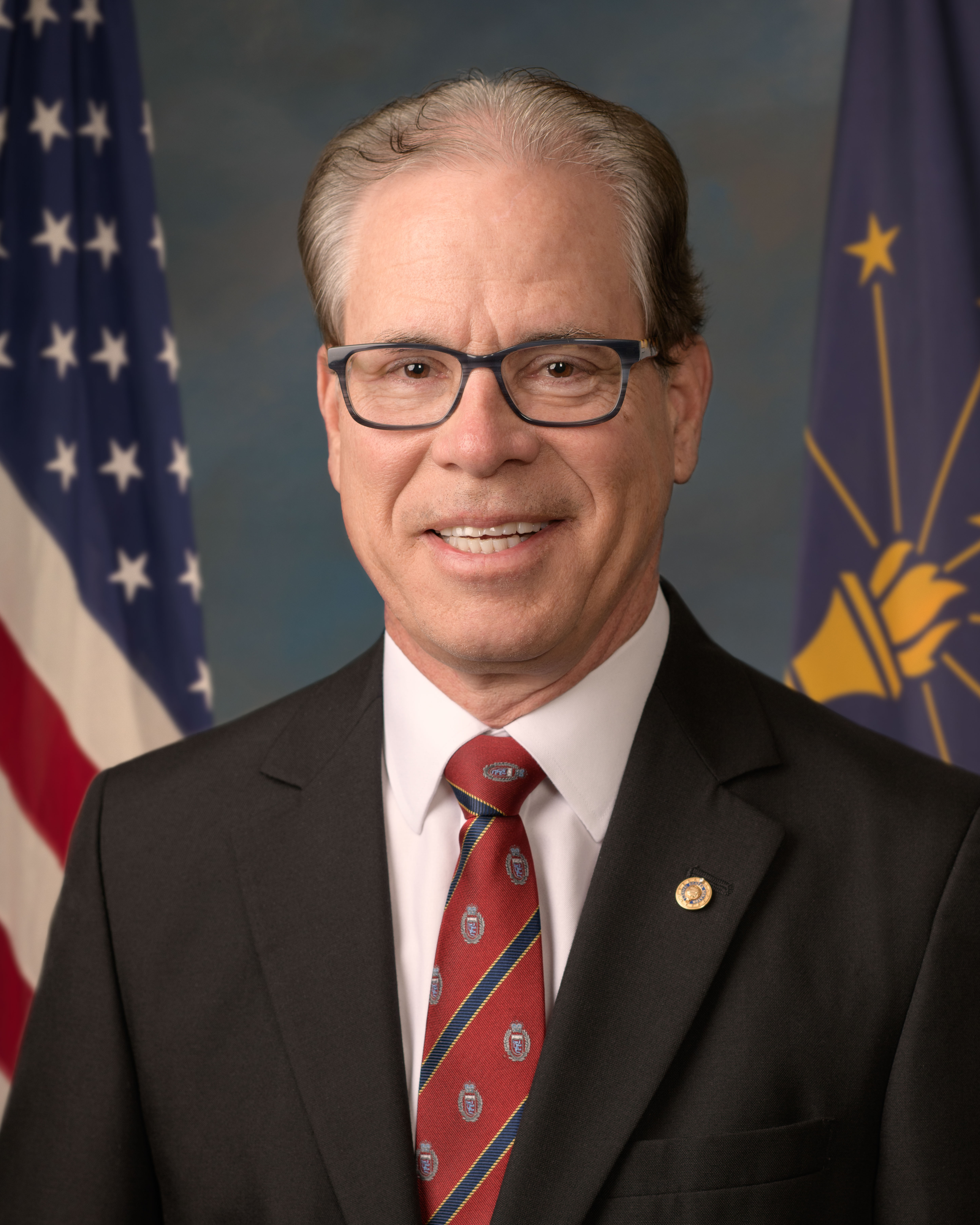
Le sénateur Mike Braun.
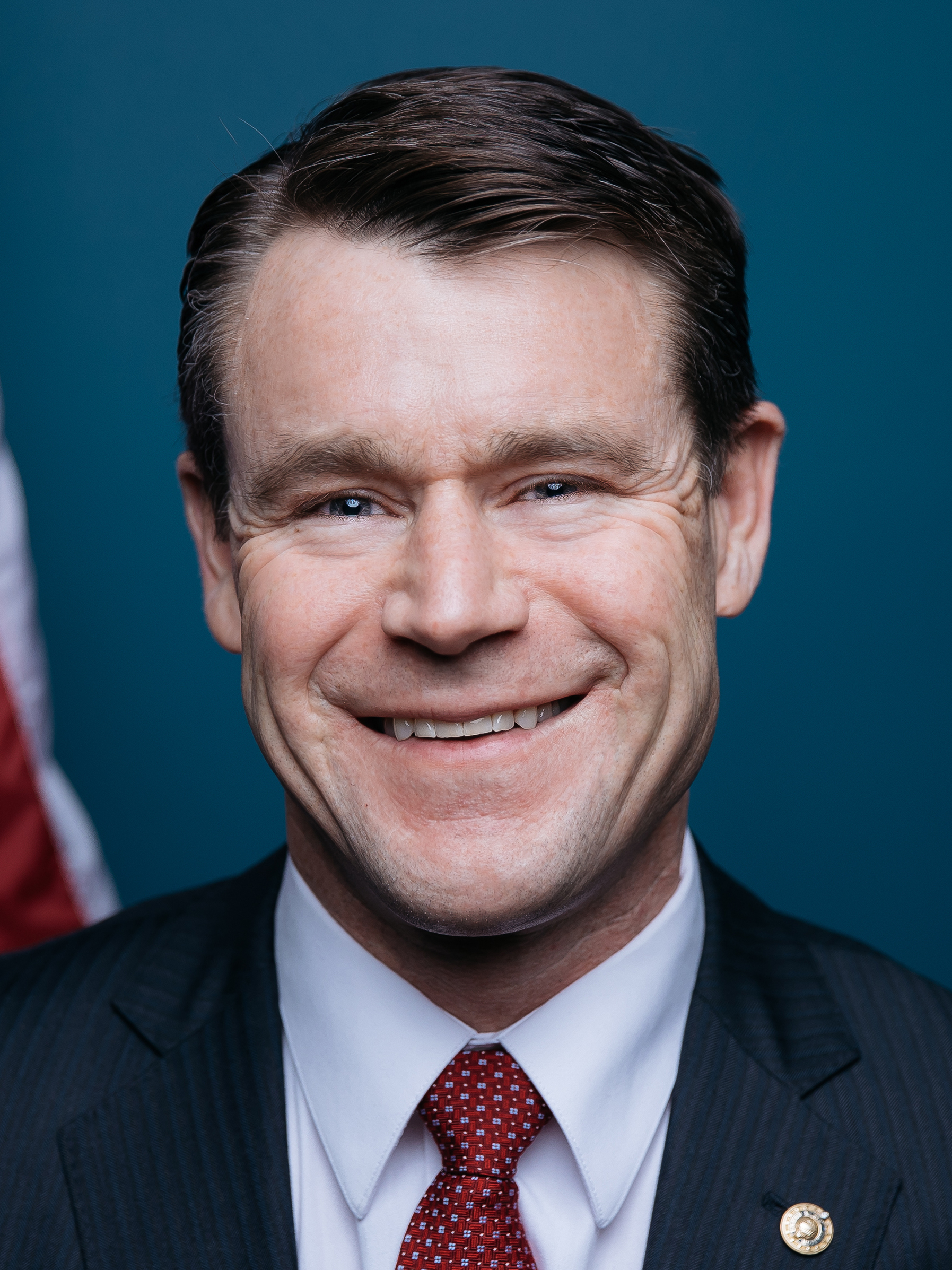
Le sénateur Todd Young.

### Politique locale
Alors que depuis 1896 les démocrates n'ont réussi à remporter que cinq fois l'Indiana lors d'une élection présidentielle, pas moins de onze démocrates sont parvenus à se faire élire gouverneur.
L'Assemblée générale de l'Indiana est composée d'un Sénat de 50 membres et d'une Chambre des représentants de 100 membres.

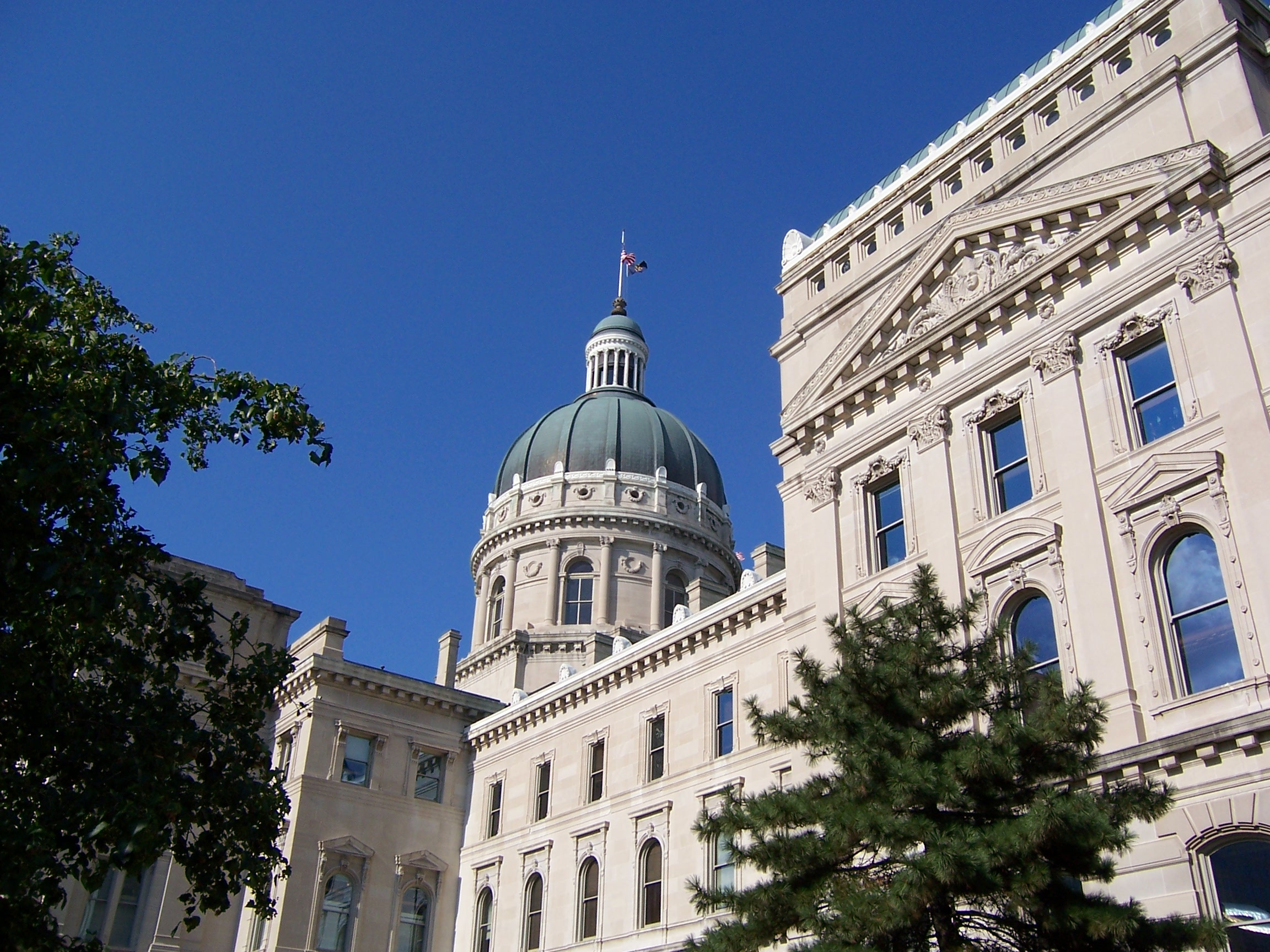
Le capitole de l'Indiana.
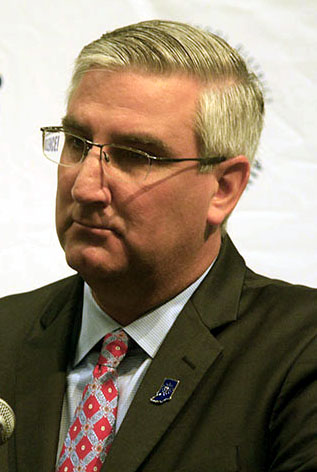
Le gouverneur de l'Indiana, Eric Holcomb.

## Économie
Aujourd'hui diversifiée, l'économie de l'Indiana reposait autrefois principalement sur l'agriculture, l'État faisant partie de la Corn Belt.

## Culture

### Musique
Musiciens de l'Indiana : La famille Jackson (The Jackson Five, Michael Jackson, Janet Jackson, etc.), Axl Rose, Shannon Hoon, The Ready Set (en), John Mellencamp. L'État d'Indiana est une des patries de la trompette puisque c'est dans la ville d'Elkhart que se situe l'une des plus grandes fabriques de trompettes (classiques et de jazz).

### Liens avec la France
L'Indiana, comme la plupart des États du Midwest, a un lien historique avec la France. On dénombre plusieurs centaines de Français inscrits en Indiana et un nombre important de ressortissants non inscrits. De plus, une délégation régionale de l'Alliance française de même qu'une politique de coopération en matière d'éducation composent le paysage des liens entre la France et l'Indiana.

### Dans la culture populaire

#### Séries télévisées
Plusieurs séries télévisées se déroulent dans des villes fictives de l'Indiana, comme Parks and Recreation à Pawnee, The Middle à Orson, Stranger Things à Hawkins.

## Sport
- Pacers de l'Indiana (NBA)
- Colts d'Indianapolis (NFL)
- Hoosiers de l'Indiana (NCAA)
- Cardinals de Ball State (NCAA)
- Bulldogs de Butler (NCAA)
- Fighting Irish de Notre-Dame (NCAA)
- Boilermakers de Purdue (NCAA)
- Fever de l'Indiana (WNBA)
- Indianapolis Motor Speedway